# Складчастість накладена
Складчастість накладена (рос. складчатость наложенная, англ. superimposed folding; нім. aufgelagertes Faltung f, überlagerte Faltung f) – більш молода складчастість гірських порід, яка розвивається за новим планом, іншим ніж та, яка їй передувала. 
Складчастість накладена ускладнює і видозмінює попередні структури.

## Різновиди складчастості
| - Атектонічна складчастість - Складчастість платформна - Складчастість течії - Складчастість діапірова - Складчастість постумна - Складчастість гравітаційна - Складчастість брилова - Складчастість голоморфна - Складчастість ідіоморфна - Складчастість дисгармонійна - Складчастість нагнітання | - Складчастість куполоподібна - Складчастість успадкована - Складчастість конседиментаційна - Кулісоподібна складчастість - Складчастість паралельна - Складчастість накладена - Складчастість головна - Складчастість поперечна - Складчастість проміжна - Складчастість консеквентна - Складчастість бокового тиску |